# Kaber
Kaber är en by (village) och en civil parish i Storbritannien. Den ligger i grevskapet Cumbria och riksdelen England, i den centrala delen av landet, 400 km norr om huvudstaden London. Orten har 89 invånare (2001).
Kustklimat råder i trakten. Årsmedeltemperaturen i trakten är 4 °C. Den varmaste månaden är juli, då medeltemperaturen är 13 °C, och den kallaste är december, med −3 °C.